# 葉珮兒
葉珮兒（IP Pui Yi, Meg，1978年11月26日—），香港射擊運動員，現任香港射擊聯合總會體育經理。

## 簡歷
葉珮兒早年就讀迦密愛禮信中學。自2004年起加入香港射擊代表隊，曾代表香港參加過東亞運動會、亞運會、亞洲錦標賽和世界錦標賽。 
2012年，葉珮兒獲得「外卡」資格參加2012年夏季奧林匹克運動會射擊比賽女子10米氣手槍項目，成為繼2004年雅典奧運的盧嘉琪後，歷來第二位參與奧運射擊項目的香港女子代表；時年33歲的她亦是本屆奧運中國香港代表團年紀最大的運動員 。可惜結果在比賽中排最尾。

## 外部連結
- 香港射擊聯合總會 （页面存档备份，存于）